# Bal la Savoy
 Bal la Savoy  (titlul original: în germană Ball im Savoy) este o operetă în trei acte compusă de Paul Abraham,
al cărei libret a fost scris de Alfred Grünwald și Fritz Löhner-Beda, premiera având loc la Großes Schauspielhaus din Berlin, la 23 decembrie 1932.

## Personaje
- Madeleine de Faublas (soprană)
- Marchizul Aristide de Faublas, soțul ei (tenor)
- Daisy Darlington, compozitoare de jaz (subretă)
- Mustapha Bey, atașat al amasadei Turce (tenor buffo)
- Tangolita, o dansatoare argentiniană (alto)
- Archibald, cameristul lui Aristide (bariton)
- șase neveste divorțate ale lui Mustapha Bey (roluri parlando):
- Mizzi, soția din Viena
- Blanca, soția din Praga
- Lucia, soția din Roma
- Mercedes, soția din Madrid
- Trude, soția din Berlin
- Ilonka, soția din Budapesta
- Célestin Formant (rol parlando)
- Pomerol, șeful la „Savoy” (rol parlando)
- domnul Albert, șeful unui salon de modă Parizian (rol parlando)
- Ernest Bennuet, un tânăr prieten al Célestinei (rol parlando)
- Bebé, fata în casă al Madelainei (rol parlando)
- oaspeți ai Faublas, clienți de hotel, personal de hotel, oaspeți la bal, dansatoare (cor, balet și figurație)

## Melodii cunoscute din operetă
- Es ist so schön am Abend bummeln zu geh’n
- La bella tangolita
- Oh Mister Brown
- Wenn wir Türken küssen
- Bist du mir treu
- Ich hab einen Mann, der mich liebt
- Toujours l’amour
- Känguruh
- Sevilla

## Ecranizări
- 1935: Bal la Savoy (Ball im Savoy), regia Stefan Székely
- 1955: Bal la Savoy (Ball im Savoy), regia Paul Martin